# The Blaze
The Blaze – francuski duet muzyczny, w którego skład wchodzą Guillaume i Jonathan Alric. Guillaume i Jonathan są kuzynami, najbardziej znani ze swoich produkcji filmowych.

## Kariera muzyczna
Guillaume Alric i Jonathan Alric zaczęli razem tworzyć muzykę, gdy będący w szkole filmowej w Brukseli, Jonathan, poprosił Guillaume’a o współpracę nad ścieżką dźwiękową.
Jako duet muzyczny przyjęli nazwę artystyczną The Blaze. Wyjaśnili, że oprócz siły i ciepła sugerowanej przez nazwę, oznacza ono „imię” we francuskim slangu. Charakterystyczną cechą zespołu jest metoda integracyjna polegająca na jednoczesnym wytwarzaniu dźwięku i wizualizacji, tworząc szczególnie silny związek między muzyką a obrazem.
W styczniu 2016 roku wydali swój debiutancki teledysk Virile pod nakładem Bromance Records, Brodinski’ego. Teledysk zdobył nagrodę UK Music Video Awards (UKMVA) za najlepszy alternatywny teledysk.
7 kwietnia 2017 wydali swoją debiutancką EP’kę, Territory, pod nowym wydawnictwem 63 Animals (na czele z managementem i wydawnictwem, Savoir Faire i Believe Digital). EP’ka zawiera takie utwory jak Virile i Territory. Ich teledysk do utworu Territory, wydany w lutym 2017 r., wyprodukowany i wyreżyserowany przez nich samych, zdobył nagrodę Film Craft Grand Prix na Międzynarodowym Festiwalu Kreatywności w Cannes Lions w 2017 r., nagrodę dla najlepszego reżysera na Berlin Music Awards oraz nagrodę dla Najlepszego Międzynarodowego Filmowego Tańca (Best Dance Video – International) na UK Music Video Awards.
Heaven, ich trzeci utwór z teledyskiem, został wydany w lutym 2018 roku. Teledysk wyróżnia się otwartą sceną plenerową zawartą pośród rodziny i przyjaciół.
Ich harmonogram tras koncertowych na 2018 rok obejmował europejskie i amerykańskie festiwale, w tym Coachella, Primavera Sound, Roskilde Festival, Lollapalooza, Pitchfork Paris, Parklife, Lovebox i Reading and Leeds Festivals.
Debiutancki album The blaze, Dancehall, ukazał się we wrześniu 2018 roku. Zawiera 10 utworów, w tym singiel Heaven oraz single She i Faces, które ukazały się latem 2018 roku.

## Dyskografia[9]

### Albumy
- Dancehall

### Minialbumy
- Territory

### Single
| Title                     | Year | Album     |
| ------------------------- | ---- | --------- |
| „Somewhere” (z: Octavian) | 2020 | –         |
| „She”                     | 2018 | Dancehall |
| „Queens”                  | 2018 | Dancehall |
| „Heaven”                  | 2018 | Dancehall |
| „Territory”               | 2017 | Territory |
| „Virile”                  | 2017 | Territory |